# 丰达芒特
丰达芒特（法語：Fondamente，法語發音：[fɔ̃damɑ̃t]）是法国阿韦龙省的一个市镇，属于米约区。

## 地理
丰达芒特（43°52'34"N, 3°7'25"E）面积50.58 平方千米，位于法国奧克西塔尼大區阿韦龙省，该省份为法国南部内陆省份，位于法國中央高原南部，北起顺时针与康塔爾省、洛泽尔省、加尔省、埃罗省、塔恩省、塔恩-加龙省和洛特省接壤。
与丰达芒特接壤的市镇（或旧市镇、城区）包括：勒克拉皮耶、科尔尼斯、马尔纳格和拉图尔、蒙塔尼奥勒、圣博利兹、塞耶和罗科泽勒、罗克勒东德。
丰达芒特的时区为UTC+01:00、UTC+02:00（夏令时）。

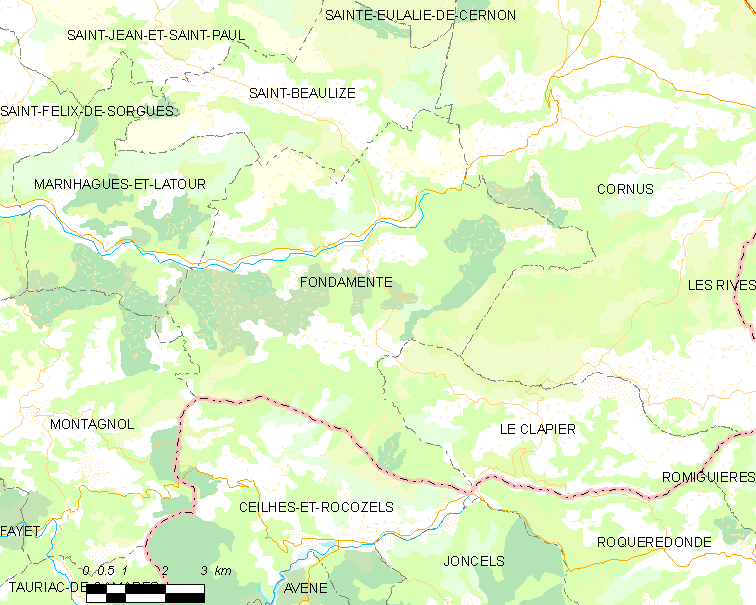
丰达芒特的OSM定位图

## 行政
丰达芒特的邮政编码为12540，INSEE市镇编码为12155。

## 政治
丰达芒特所属的省级选区为科斯-鲁日耶县。

## 人口

1962-2008年间丰达芒特人口变化图示

丰达芒特于2022年1月1日时的人口数量为335人。